# Reskal
Reskal – (1612 m n.p.m.) szczyt w południowo-zachodniej części Gorganów, które są częścią Beskidów Wschodnich. Szczyt ten znajduje się w grupie Busztuła, na południe od przełęczy zwanej Niemiecka Polana (1177 m n.p.m.).